# Deinopis liukuensis
Deinopis liukuensis är en spindelart som beskrevs av Yin, Griswold och Yan 2002. Deinopis liukuensis ingår i släktet Deinopis och familjen Deinopidae. Inga underarter finns listade i Catalogue of Life.